# Ołeksandr Koszyć

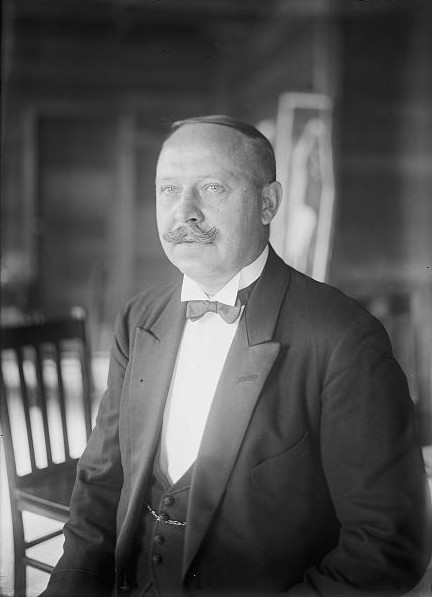
Ołeksandr Koszyć

Ołeksandr Antonowycz Koszyć, ukr. Олександр Антонович Кошиць (ur. 31 sierpnia?/12 września 1875, zm. 21 września 1944) – ukraiński kompozytor i dyrygent.
Urodził się w obwodzie kijowskim. Syn prawosławnego księdza Antona Hnatowycza Koszyca herbu Poraj i Jewdokiji Mychajliwny (z Majakowśkich). Ukończył Teologiczne Seminarium w Kijowie w 1896 roku, a w 1901 roku Kijowską Akademię Teologiczną, gdzie w latach 1898–1901 był dyrygentem akademickiego chóru. W 1906 roku wstąpił do Muzyczno-Dramatycznej Szkoły Łysenki, gdzie studiował kompozycję u H. Lubomirskiego.
Po ukończeniu studiów w 1910 roku Koszyć został dyrygentem Chóru Uniwersyteckiego, jest następnie dyrektorem muzycznym Teatru Sadowskiego, uczył w Kijowskim Konserwatorium i w latach 1916–17 zostaje chórmistrzem i dyrygentem Kijowskiej Opery. W 1919 roku był jednym z organizatorów Republikańskiej Kapeli Chóralnej. W latach 1919–24 odbył z tym zespołem jako dyrygent tournée po Europie i Ameryce, z którego już nie wrócił do Ukrainy Radzieckiej.
Jako kompozytor poświęcił się głównie religijnej muzyce chóralnej oraz aranżacjom ukraińskich pieśni ludowych. Jedna z tych aranżacji, wykonywana przez Republikańską Kapelę Chóralną w Nowym Jorku Oj, chodyt' son koło wikon (ukr. Ой, ходить сон коло вікон) stała się później podstawą muzyczną dla arii Summertime z opery Porgy and Bess George'a Gershwina.